# Berliner Bau- und Wohnungsgenossenschaft von 1892
Die Berliner Bau- und Wohnungsgenossenschaft von 1892 eG (kurz 1892) ist eine deutsche Wohnungsbaugenossenschaft in Berlin.

## Geschichte und Aktivitäten
Die Genossenschaft wurde am 9. März 1892 als Berliner Spar- und Bauverein gegründet. 1942 wurde sie in Bau- und Wohnungsgenossenschaft von 1892 umbenannt. Die Banktätigkeit wurde 1942 aufgegeben und 1995 in Form einer Spareinrichtung wieder aufgenommen.
Am 31. Dezember 2022 verfügte die Genossenschaft über 18.775 Mitglieder und 6979 Wohnungen in verschiedenen Berliner Stadtteilen.
Viele Häuser aus den Anfängen der Genossenschaft stehen unter Denkmalschutz. In Charlottenburg, Spandau, Tempelhof und Wedding betreibt sie Concierge-Büros, die den Mitgliedern zur Seite stehen. So erledigen sie beispielsweise Einkäufe, helfen bei Internetrecherchen oder erklären Behördenpost.

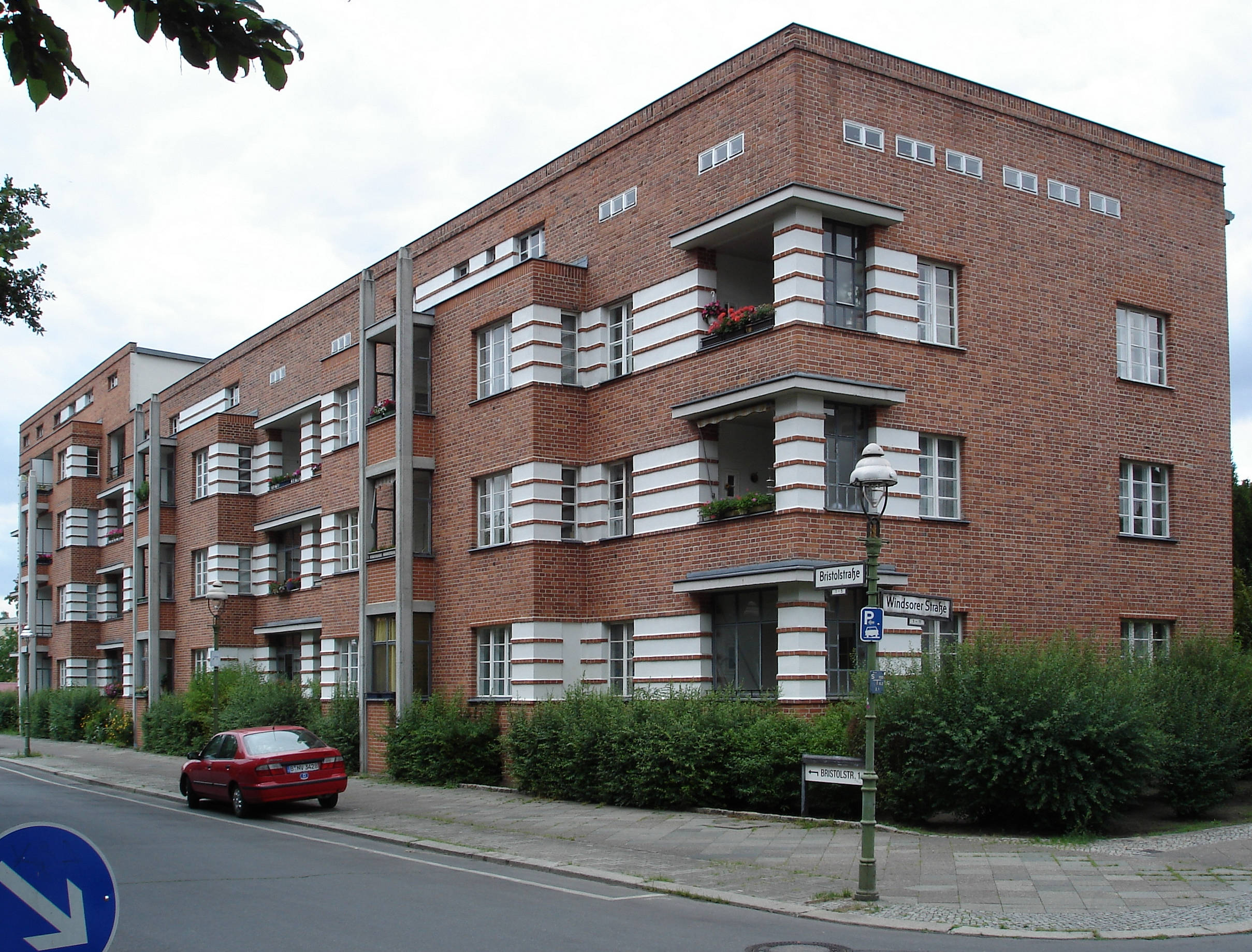
Siedlung Schillerpark

## Wichtige Gebäude
- Gartenstadt Falkenberg, auch Tuschkastensiedlung genannt, 1913–1916 nach Plänen von Bruno Taut erbaut, seit 2008 ein Teil des UNESCO-Weltkulturerbes Siedlungen der Berliner Moderne[3]
- Siedlung Schillerpark, nach Plänen von Bruno Taut errichtet, seit 2008 ein Teil des UNESCO-Weltkulturerbes Siedlungen der Berliner Moderne
- Wohnanlage Proskauer Straße, 1896–1898 nach Plänen von Alfred Messel erbaut,[4] Goldmedaille auf der Pariser Weltausstellung 1900